# Casas do Povo (Turquia)

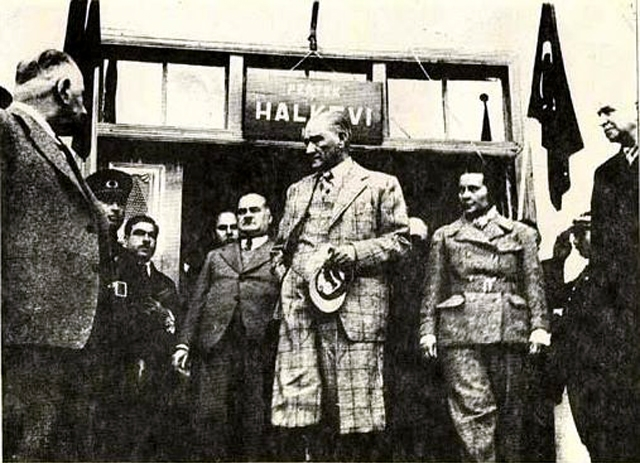
Kemal Atatürk visitando a Casa do Povo de Perteque

As Casas do Povo (em turco:  Halk Evleri) são instituições fundadas em 1932, na Turquia, sob ordens de Mustafa Kemal, conhecido como Atatürk ("Pai dos Turcos"), com a intenção de fornecer educação formal para adultos (educação adulta). Cada Casa do Povo desenvolvia programas a respeito de língua e literatura, belas-artes, história, dramaturgia, esportes, assistência social, aulas educativas e instruções para auxiliar no desenvolvimento das aldeias.

## Período unipartidário (1932-1945)
As atividades das Casas do Povo eram subsidiadas pelo tesouro estatal, e serviam a todas as pessoas. Os primeiros poemas de Yaşar Kemal foram publicados, juntamente com seus estudos sobre o folclore, no jornal da Casa do Povo de Adana.

## Período multipartidário e fechamento (1945-1951)
Com o estabelecimento da política multipartidária na Turquia, a maior parte das iniciativas iniciais, que eram apoiadas pelo Partido Republicano do Povo, passaram a ser questionadas. O Partido Democrata, de oposição, procurou terminar com as Casas do Povo; o partido as via como uma instituição política forte entre a população civil, que propagava o ponto de vista do partido governista. Num primeiro momento, a oposição concentrou-se em cortar os gastos públicos destinados à instituição; a sugestão do governo de reorganizar estes gastos, em vez de cortá-los, foi rejeitada pelos outros partidos. Em 1951, quando o Partido Democrata assumiu a maioria parlamentar na Grande Assembleia Nacional, a propriedade de todas as Casas do Povo foram confiscadas.